# Panforte

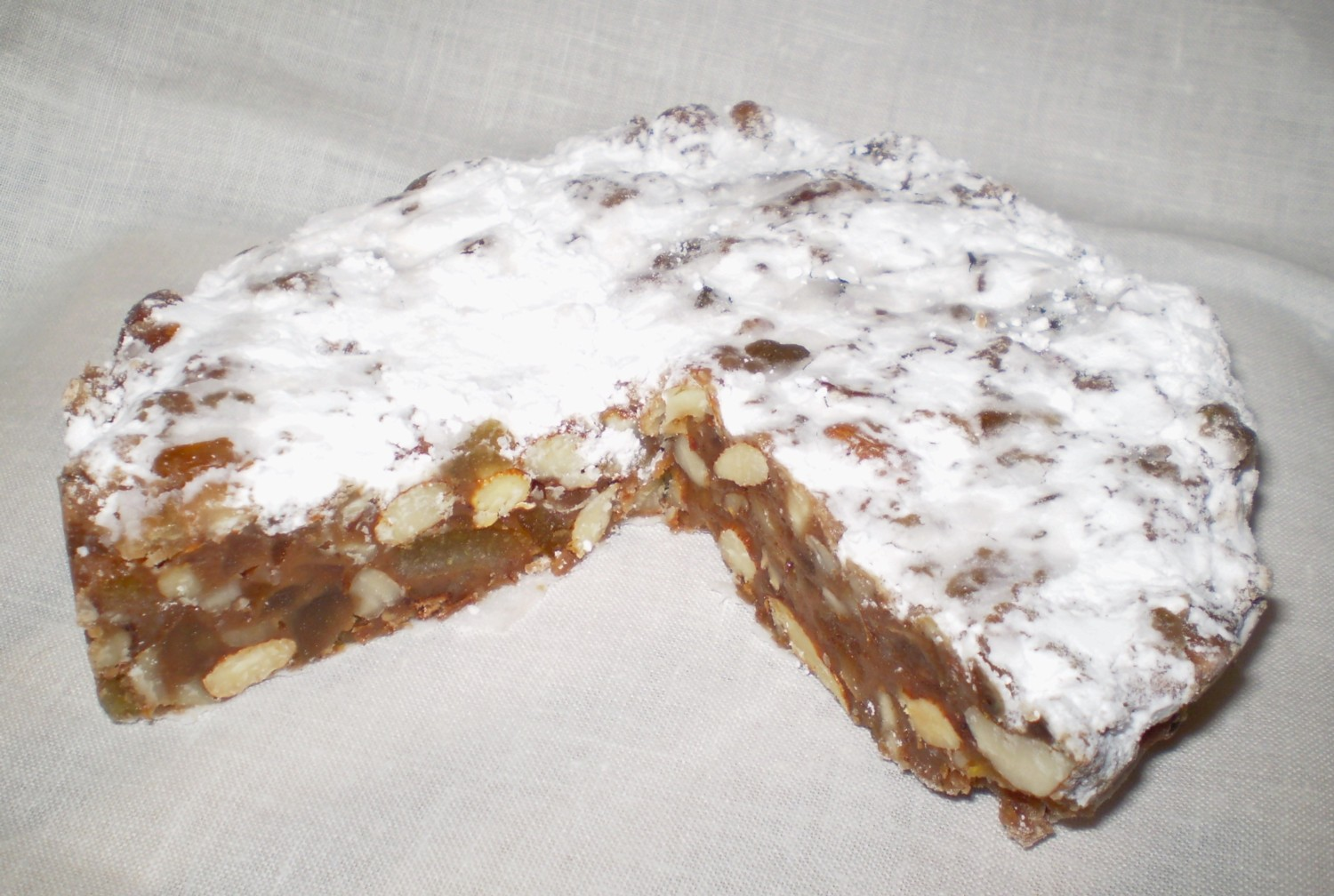
Panforte tradicional

Panforte é um típico doce de Natal italiano, que contém amêndoas, avelãs e frutas cristalizadas, além da cobertura polvilhada com açúcar de confeiteiro, cujas origens são muito antigas: os primeiros registros escritos datam do século XI. Naquela época chamava-se pane natalizio, pane aromatico ou pan pepatus.
Em maio de 2013, a Panforte di Siena obteve a certificação Indicação Geográfica Protegida (IGP). A variante negra distingue-se pela presença do melão cristalizado, pelo uso de açúcar como substituto do mel e pela adição de pimenta nas especiarias.

## Origem do nome
A história da origem do nome dado a esta sobremesa também é curiosa: desde o século X, faz parte da tradição culinária "pobre" preparar uma focaccia simples - feita com água e farinha - posteriormente tornada mais doce pela adição de mel e frutas, que foi amalgamado na preparação em pedaços pequenos, sem cozimento prévio. Então acontecia, especialmente quando se estava na primavera ou no verão, com o clima quente e alta umidade, que ao final do processo a fruta não secasse completamente, dando ao produto um sabor amargo característico, cujo nome significa literalmente "pão azedo". 